# Diplarrena
Genre
Classification phylogénétique

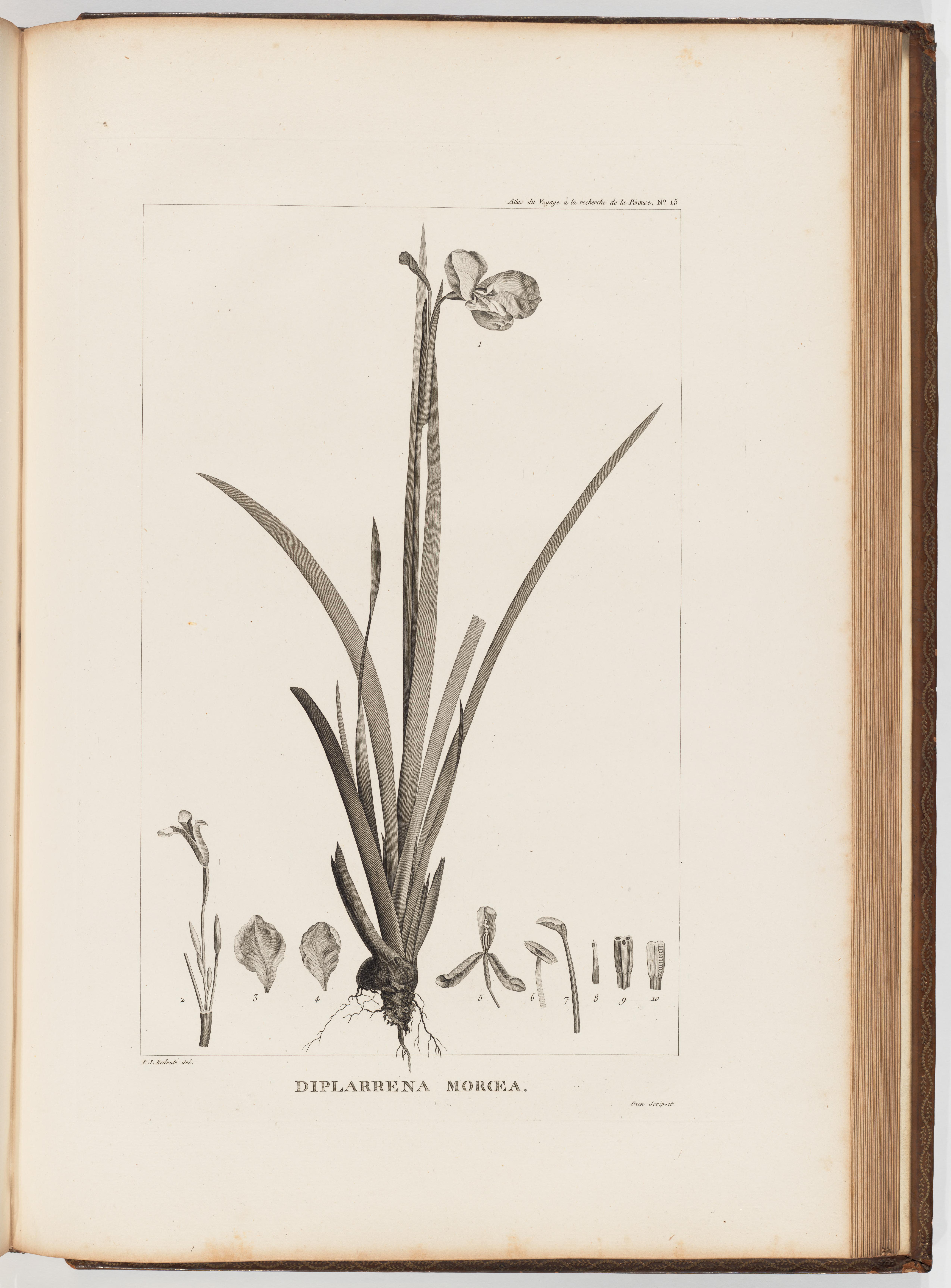
Diplarrena morœa, Atlas Lapérouse, 1792

Diplarrena est un genre de plantes de la famille des Iridaceae originaire du sud-est de l'Australie.
Il comprend deux espèces.
Ce sont des plantes herbacées, vivaces et rhizomateuses.

## Liste d'espèces
Selon World Checklist of Selected Plant Families (WCSP) (30 janv. 2011) :
- Diplarrena latifolia Benth. (1873)
- Diplarrena moraea Labill. (1800)